# Antonie din Popești
Antonie din Popești je bil od marca 1669 do marca 1672 knez Vlaške, * ni znano, † ni znano.
Bil je iz bojarske družine. Na oblast je prišel s pomočjo družine Cantacuzino, ki je sprva  podpirala njegovega predhodnika  Raduja Leona, potem pa se je konec leta 1668 obrnila proti njemu. Njhova podpora  je bila del borbe  Cantacuzinov z družino Gika.
Antonie din Popești je bil marca 1772 odstavljen  na ukaz velikega vezirja Osmanskega cesarstva Köprülü Fazıl Ahmeda, ki je poskušal na oblast vrniti družino Gika.

## Vir
- Paul D. Popescu. Studiu despre „Tudora din Târgșor”, ziarul „Prahova”, 1. april 2008.

| Antonie din Popești Rojen: ni znano Umrl: ni znano |                       |                           |
| Vladarski nazivi                                   |                       |                           |
| Predhodnik: Radu Leon                              | Vlaški knez 1669–1672 | Naslednik: Gregor I. Gika |